# اروه دو لوز
اِروِه دو لوز (فرانسوی: Hervé de Luze‎؛ زادهٔ ۱۹۴۹ میلادی) تدوین‌گر اهل فرانسه است. وی از سال ۱۹۷۱ میلادی تاکنون مشغول فعالیت بوده‌است و بیش از ۵۰ فیلم بلند را تدوین نموده است. او همکاری نزدیکی با کلود بری و رومن پولانسکی داشته است.
وی همچنین برندهٔ جوایزی همچون شوالیهٔ لژیون دونور شده‌است.

## گزیدهٔ فیلم‌شناسی
- ۲۰۱۶ - از روی درماندگی
- ۲۰۱۵ - عهد کاملاً جدید
- ۲۰۱۳ - ونوس خزپوش
- ۲۰۱۱ - کشتار
- ۲۰۱۰ - سایه‌نویس
- ۲۰۰۹ - علف‌های وحشی
- ۲۰۰۸ - استیتن آیلند
- ۲۰۰۷ - به هیچ‌کس نگو
- ۲۰۰۵ - الیور توئیست
- ۲۰۰۳ - نه روی لبها
- ۲۰۰۳ - بیست و چهار ساعت از زندگی یک زن
- ۲۰۰۲ - پیانیست
- ۲۰۰۰ - طعم دیگران
- ۱۹۹۹ - دروازه نهم
- ۱۹۹۹ - استریکس و اوبلیکس علیه سزار
- ۱۹۹۷ - همان ترانه قدیمی
- ۱۹۹۴ - مرگ و دوشیزه
- ۱۹۹۳ - ژرمینال
- ۱۹۹۲ - ماه تلخ
- ۱۹۸۸ - کشتن یک کشیش
- ۱۹۸۶ - ژان دو فلورت
- ۱۹۸۶ - دزدان دریایی